# Grecia
Grecia är en ort i Mexiko.   Den ligger i kommunen Chicomuselo och delstaten Chiapas, i den sydöstra delen av landet, 800 km sydost om huvudstaden Mexico City. Grecia ligger 1 471 meter över havet och antalet invånare är 758.
Terrängen runt Grecia är huvudsakligen kuperad. Grecia ligger uppe på en höjd. Runt Grecia är det ganska glesbefolkat, med 27 invånare per kvadratkilometer. Närmaste större samhälle är Chicomuselo, 14,9 km öster om Grecia. Omgivningarna runt Grecia är en mosaik av jordbruksmark och naturlig växtlighet.